# Балаклійська волость (Черкаський повіт)
Балаклійська волость — адміністративно-територіальна одиниця Черкаського повіту Київської губернії з центром у селі Балаклея.

## Опис
Станом на 1886 рік — складалася з 4 поселень, 3 сільських громад. Населення — 4561 особа (2437  чоловічої статі та 2124 — жіночої), 990 дворових господарств.
|                     | Площа, десятин | У тому числі орної, десятин |
| ------------------- | -------------- | --------------------------- |
| Сільських громад    | 2199           | 1722                        |
| Приватної власності | 5026           | 2210                        |
| Іншої власності     | 258            | 57                          |
| Загалом             | 7483           | 3989                        |

Поселення волості:
- Балаклея — колишнє власницьке село при річці Тясмин за 35 верст від повітового міста, 2668 осіб, 504 двори, православна церква, школа, 3 постоялих будинки, лавка, водяний і 16 вітряних млинів. За 7 верст — Виноградський Успенський чоловічий монастир із 3 церквами. За 8 верст —

бурякоцукровий завод. За 5 верст — залізнична станція Володимирівка.
- Балаклійський Присілок — колишнє власницьке село, 459 осіб, 315 дворів, школа, кінний млин.
- Мале Старосілля — колишнє власницьке село при річці Сріблянка, 615 осіб, 125 дворів, православна церква, школа, лавка, 4 вітряних млини.

Наприкінці ХІХ ст. волость було ліквідовано, поселення приєднано до Смілянської волості.

## Старшини
- 1861 — Петро Мачулка[2]